# Sávszerkezet

A sávszerkezet határozza meg, hogy egy szilárdtest vezetési jellege fémes, félfémes, félvezető, vagy szigetelő-e

A szilárdtestfizikában az energiasáv-szerkezet (más néven elektron-sávszerkezet, egyszerűbben sávszerkezet) leírja azokat az energiatartományokat, melyekkel a szilárdtestbeli elektronok (úgynevezett sávelektronok) rendelkezhetnek. Szilárdtestben nem minden olyan energiaszint tölthető be, mely a szabadelektron-modellből következne. Azaz vannak megengedett és tiltott sávok. A megengedett sávokban az elektronok állapotfüggvényei terjedő, míg a tiltott sávban lecsengő jellegűek.
A sávszerkezet úgy határozható meg, hogy ha az szabadelektrongáz hullámfüggvény-megoldását kristályrács adta potenciálban írjuk fel. A szabadelektron-közelítés egy egyszerű ilyen kiterjesztése a közel-szabadelektron közelítés, mely segítségével leírhatjuk a vezetők és szigetelők közti alapvető különbségeket. Egy anyag sávszerkezete számos tulajdonságot határoz meg, különösen az elektronikus és optikai jellemzőket.

## Kapcsolata az atomi elektronpályákkal

Két hidrogénatom kötésekor kialakuló energiafelhasadás diagramja. Az elektronok a felhasadás következtében csökkenő energiájú molekulapályára kerülnek

Egy izolált atom elektronjai az atomi pályákon helyezkednek el, az elektronok diszkrét energiaszinteket tölthetnek be. Ezek az atomi pályák, melyek az atomok kémiai viselkedését határozzák meg. Ha több atom molekulába rendeződik és kötésbe kerül, akkor a térbeli közelség miatt az atomi elektronállapotaik elkezdenek átfedni. Az atompályák helyett molekulapályák jelennek meg, melyek első közelítésben az atomi pályák szuperpozíciójaként képzelhető el. Azonban az elektronok fermionok, így kizárási elv vonatkozik rájuk, két elektron nem tartózkodhat azonos kvantumállapotban. Ezért a molekulában az atomi pályák felhasadnak: ha a molekula két közeli atomjának vannak azonos energiájú és a kötés miatt térben átfedő elektronállapotaik (például a kötő elektronok állapotai), akkor az állapotok energiája kétfelé módosul. Az egyik atompálya kissé alacsonyabb, a másik kissé magasabb energiájú lesz. Így lehetséges, hogy a molekulapályák állapotait benépesítő elektronok térben átfedhetnek, nem sértik a Pauli-féle kizárási elvet és még alacsonyabb energiaszintre is kerülhetnek, mint az izolált atomi pályán voltak. (Ez utóbbi tekinthető a stabil molekuláris kötés feltételének is.)
Az elektronokra tehát nem lehet már az atomi állapotfüggvényeket felírni, mert új, molekuláris energiaszintek jelennek meg. Az atomok között megoszló elektronok együttesen töltik be a molekulapályákat, melyek megengedett energiáit az elektronrendszer együttes állapotfüggvényének megoldásával határozhatunk meg.
Igen sok megengedett molekuláris pálya jön létre, melyek száma az atomok számával jelentősen számával nő. Amikor nagyszámú atom van együtt ({\displaystyle 10^{20}} nagyságrendben vagy efölött, mely már makroszkopikus mennyiségnek tekinthető) egy szilárdtestben oly sok megengedett elektronállapot található és ezen állapotok energiakülönbsége olyan csekély, hogy köztük a termikus gerjesztés (szobahőmérsékleten a {\displaystyle k_{B}T} termikus gerjesztés kb. 25 meV-nek felel meg) is képes elektronokat mozgatni, azaz egybefüggő energiasávok jönnek létre. Ezekben az energiasávokban az elektronok hullámszerű megoldása írható fel, az elektronok a sávon belül könnyen váltanak energiát.
Azonban kialakulnak olyan energiattartományok, melyek nem tartalmaznak pályákat, függetlenül attól, hogy mennyi atom alkotja a szilárdtestet. Ezek sávréseket (tiltott sávot, illetve gap-et) alkotnak, ahol a sávelektron állapotfüggvénye lecsengő jellegű, azaz ezeken az energiákon az elektron olykor átjut (például a szilárdtest fotoeffektus során történő gerjesztésekor, vagy legerjedéskor), de ott tartósan nem tartózkodik.
Az energiasávon belül a szintek közel folytonosságot mutatnak. Az energiaszintek közötti elkülönülés hasonló ahhoz, ahogy az elektronok energiát cserélnek a fononokkal. Az energia bizonytalanság a Heisenberg-féle határozatlansági relációhoz hasonlatos.

## Sávállapotok és betöltöttségük

### Állapotsűrűség a sávszerkezetben
Egy energiasávban az energiaállapotok sűrűségét a szabadelektron-modell segítségével becsülhetjük meg. Ebből megmondható, hogy a szabadelektron-gáz adott dimenzióban az energiával hogyan skálázódik, azaz adott energián mennyi a lehetséges állapotok száma lenne a szilárdtest adta feltételek nélkül. Az elektronállapotok száma egy adott {\displaystyle \varepsilon } energia alatt az állapotszám három dimenzióra felírt alábbi kifejezésével adható meg:
{\displaystyle N(\varepsilon )={\frac {V}{3\pi ^{2}}}\left({\frac {2m}{\hbar ^{2}}}\right)^{3/2}\cdot \varepsilon ^{3/2}}.
Egy adott {\displaystyle \varepsilon } energián (illetve annak kis környezetében) az állapotfüggvény a fenti deriváltjaként áll elő, mely szerint az állapotok sűrűsége gyökfüggvény szerint nő:
{\displaystyle D(\varepsilon )={\frac {V}{2\pi ^{2}}}\left({\frac {2m}{\hbar ^{2}}}\right)^{3/2}\varepsilon ^{1/2}}.
Ezek tehát a lehetséges állapotok, melyek vagy betöltöttek, vagy sem, vagy tiltottak, vagy sem.

### A sávok betöltöttsége
Az állapotokat az üres térben elképzelt szabadelekrongázra vonatkozó fenti összefüggések adják meg. Az elektronok azonban nem minden állapotot töltenek be. Az elektronok fermionjellege miatt érvényesül a Pauli-elv. Ennek megfelelően azonos energiájú állapotban csak kettő, ellentétes spinű elektron állhat.
Az elektronok a legkisebb energiájú állapotokat igyekeznek elsőként betölteni, de némelyek a kizárási elv miatt az alacsony energiájú állapotról magasabbra szorulnak. Az elektronok úgy töltik fel az alacsony energiájú állapotokat, mint ahogy egy pohárban emelkedik a vízszint, ahogy egyre több vizet töltünk bele.
Ezt a képet némiképp megbolygatja a termikus gerjesztés. Hatására az elektronok időnként kisebb-nagyobb gerjesztő energiához jutnak, energiaszintjük fluktuál. A hasonlathoz visszatérve, a pohárban levő víz felszíne kissé hullámzik. Ezt a viselkedést jól leírja, ha az egyes állapotok betöltöttségére a fermionokra vonatkozó  Fermi–Dirac-statisztika szerinti valószínűségi sűrűségfüggvényt alkalmazzuk:
{\displaystyle f(\varepsilon )={\frac {1}{1+exp\left({\frac {\varepsilon -\mu }{k_{B}T}}\right)}}},
ahol {\displaystyle k_{B}} a Boltzmann-állandó, {\displaystyle T} a hőmérséklet, {\displaystyle \mu } a kémiai potenciál (mely ebben az összefüggésben az {\displaystyle \varepsilon _{F}}-fel jelölt Fermi-szintnek felel meg). A kifejezés azt adja meg, hogy egy adott {\displaystyle \varepsilon } energián levő állapot milyen valószínűséggel van betöltve.
T=0 esetén, azaz extrém kicsi hőmérsékleten az eloszlás egy egyszerű lépcsőfüggvény:
{\displaystyle f(\varepsilon )={\begin{cases}1,&{\mbox{ha}}\ 0<\varepsilon \leq \varepsilon _{F},\\0,&{\mbox{ha}}\ \varepsilon _{F}<\varepsilon .\end{cases}}}
Az abszolút nulla hőmérséklet felett a lépcső egy kicsit "lekerekedik", így a Fermi szint alatt és felett nem teljesen betöltöttek az állapotok. A lépcsős alaktól való eltérés nagysága a hőmérséklettől függ.

## Kapcsolat a vezetési jelleggel

Sávszerkezet: fém, félvezető, szigetelő

A szilárdtestek igen sok sávval rendelkeznek. Azonban csak kevés olyan nagy energiájú sáv van, ahonnan az elektronok el tudnak szabadulni. Mivel az alacsonyan található sávok teljesen betöltöttek, bennük terjedés (azaz elektromos vezetés) nem történik. A szilárdtestekben legfelül a vezetési sáv található, alatta a tiltott sáv (ha van). legalul a valenciasáv (azaz vegyértéksáv) található.
A sávok különböző szélességűek, mely elsősorban a szilárdtestet felépítő atomi pályáktól illetve a kristályszerkezettől függ. Egyes sávok fedésbe kerülhetnek, és egy nagy sávot alkotnak, más sávok között tiltott energiasávok alakulnak ki.
A szilárdtest vezetési jellegét az határozza meg, hogy a sávszerkezetében a Fermi-szint milyen helyre esik. Ahhoz, hogy az elektronok a szilárd anyagon keresztülhaladjanak, az egyik kvantumállapotból a másikba kell ugraniuk terjedés közben. Ez csak akkor történhet, ha van olyan üres kvantumállapot a kiterjedt szilárdtestben, melyre az elektron a termikus gerjesztéssel át tud ugrani. Általában, ha a vegyértéksáv telített, az elektronok nem tudnak más kvantumállapotba lépni ebben a sávban. Ahhoz, hogy vezetés létrejöjjön, az elektronoknak egy nem betöltött sávban, a vezetési sávban kell lenniük.
Ez alapján az alábbi tipikus esetek különböztethetők meg:
- Elektromos vezetők: az ilyen anyagok (pl. fémek) esetén a Fermi-szint egy megengedett sáv belsejében található. Ekkor a termikus gerjesztés könnyen juttat elektronokat a teljesen betöltött állapotokból a betöltetlenekre, ezek könnyen elmozdulnak a rácsban. Az ilyen anyagok jellemzője a jó vezetőképesség szobahőmérsékleten, illetve hogy a hőmérséklet csökkenésével a vezetőképességük nő és még igen alacsony hőmérsékleten sem nullához tart.
- Félfémes vezetők: köztes esetet képező anyagok, melyeknél a Fermi-szint olyan helyen található a sávszerkezetben, ahol a vezetési és vegyértéksáv éppen összeér. Jellemző rájuk a vezetőképesség fémeshez hasonló hőmérsékletfüggése. A fémes vezetőkhöz képest azonban nagy különbség, hogy a félfémes vezetőkben elektron- és lyukvezetés egyaránt jellemző, mely inkább egy nulla tiltott sávú félvezetőhöz teszi őket hasonlatossá.
- Félvezetők: bennük a Fermi-szint tiltott sávban található. Félvezetők esetén a tiltott sáv nem túlságosan nagy, fotoeffektussal átgerjeszthető. Vezetőképességük nagyságrendekkel rosszabb, mint a fémes vezetőké, azonban ez célzott szennyezéssel (azaz dópolással) javítható. Mivel a szennyezőkkel bevitt extra állapotokhoz tartozó elektronok alacsony hőmérsékleten lokalizálttá válnak, a félvezetők vezetőképessége kis hőmérsékleten úgymond "befagy", az abszolút nulla fokhoz közeledve nullához tart.
- Szigetelők: a félvezetőkkel rokon a szerkezetük, szintén egy tiltott sávban található a Fermi-szint. A két utóbbi kategória között valójában egy adott alkalmazásban tehetünk csak különbséget. Jellemzőjük, hogy szobahőmérsékleten nem jó a vezetőképességük, mely a hőmérséklet csökkenésével tovább romlik.

Bár a sávszerkezet tiltott állapotain az elektronok nem tartózkodnak huzamosabb ideig, de különféle folyamatokban átléphetnek rajta. Foton, vagy termikus gerjesztés hatására például felgerjesztődhetnek, foton kibocsátásával, fonon gerjesztésével pedig legerjesztődhetnek. Számtalan mérési eljárás (pl. Raman-szórással, fotolumineszcenciával kapcsolatos módszerek) illetve alkalmazás (pl. napelemek, LED-ek) alapul ezen az elven.

## Külső hivatkozások
- energiasávok. vilaglex.hu, 2011 [last update]. (Hozzáférés: 2012. február 18.)
- Electronic structure and the properties of solids: the physics of the ... - Walter Ashley Harrison - Google Könyvek. books.google.de, 2012 [last update]. (Hozzáférés: 2012. február 18.)
- Britney Spears' Guide to Semiconductor Physics: Density of States. britneyspears.ac, 2012 [last update]. (Hozzáférés: 2012. február 18.)
- Pastori Parravicini, G: Electronic States and Optical Transitions in Solids. (hely nélkül): Pergamon Press. 1975.  ISBN 0-08-016846-9
- Walter Ashley Harrison: Electronic Structure and the Properties of Solids. (hely nélkül): Dover Publications. 1989.  ISBN 0-486-66021-4
- Reif, F: Fundamentals of Statistical and Thermal Physics. (hely nélkül): McGraw–Hill. 1965.  ISBN 0-486-66021-4
- Blakemore, J. S: Semiconductor Statistics. (hely nélkül): Dover Publications. 2002.  ISBN 978-0486495026